# Isochariesthes ugandicola
Isochariesthes ugandicola es una especie de escarabajo longicornio del género Isochariesthes, tribu Tragocephalini, subfamilia Lamiinae. Fue descrita científicamente por Breuning en 1963.
Se distribuye por Uganda. Mide aproximadamente 11 milímetros de longitud.